# Heinz Guderian
Heinz Wilhelm Guderian (17 tháng 6 năm 1888 tại Tây Phổ – 14 tháng 5 năm 1954 tại Bayern) là Đại tướng Lục quân Đức thời Đệ tam Đế chế. Ông là một trong những người góp phần xây dựng và phát triển binh chủng Tăng-Thiết giáp Đức cùng học thuyết Blitzkrieg, tức Chiến tranh Chớp nhoáng – theo đó các binh đoàn thiết giáp-cơ giới được tập trung để xuyên phá phòng tuyến rồi vây, diệt đối phương dưới sự yểm trợ tối đa của không quân. Vận dụng học thuyết ấy vào thực tiễn, Guderian lần lượt chỉ huy Quân đoàn Thiết giáp XIX (1939-1940) và Tập đoàn Thiết giáp số 2 (1941) trong Chiến tranh thế giới thứ hai, lập nên nhiều thắng lợi ngoạn mục trong các cuộc chinh phục Ba Lan (1939), Pháp (1940) và dồn ép Hồng quân Liên Xô về sát thủ đô Moskva trong chiến dịch xâm lược nước Nga (1941). Ông được thuộc cấp và binh lính đặt biệt hiệu là "Heinz Mau lẹ" (Schneller Heinz) vì khả năng tiến quân thần tốc của mình.
Sau khi quân Đức thua trận dưới chân thành Moskva (tháng 11 – 12 năm 1941), Guderian do làm trái lệnh Adolf Hitler nên bị miễn nhiệm và không được cất nhắc trong hơn 1 năm tới. Tháng 3 năm 1943, Hitler triệu hồi ông làm Tổng thanh tra Binh chủng Tăng-Thiết giáp để góp phần khôi phục, chấn chỉnh quân đội Đức sau hàng loạt thất bại trên chiến trường. Ông còn được kiêm nhiệm chức Tham mưu trưởng Bộ Tổng tư lệnh Lục quân Đức từ tháng 7 năm 1944. Dù đã có nhiều nỗ lực nhưng Guderian vẫn không thể chuyển bại thành thắng cho quân đội mình. Ông cũng liên tục phản đối những quyết sách quân sự của Hitler và vì vậy, ông bị sa thải lần thứ hai (và cũng là lần cuối cùng) vào tháng 3 năm 1945. Sau khi chiến tranh kết thúc, Guderian bị quân Mỹ giam cầm từ năm 1945 đến năm 1948, rồi định cư tại Bayern (Tây Đức) cho tới khi mất. Hồi ký của ông - cuốn "Hồi ức của một quân nhân" (Erinnerungen eines Soldaten) đã đạt được tiếng vang tại Mỹ và nhiều nước châu Âu nửa sau thế kỷ 20.

## Thân thế và sự nghiệp ban đầu
Heinz Guderian sinh ngày 17 tháng 6 năm 1888 trong một gia đình quý tộc địa chủ tại thị trấn Kulm (khi đó thuộc tỉnh Tây Phổ - Đế quốc Đức, ngày nay thuộc Ba Lan). Ông là con trai của viên sĩ quan bộ binh Friedrich Guderian và bà Clara Kirchoff. Từ thuở nhỏ, Heinz đã mong muốn theo đuổi nghiệp binh để nối chí cha mình. Trong các năm 1901 – 1907, ông học nhiều trường thiếu sinh quân tại Baden, Berlin và Metz. Tháng 2 năm 1907, ông gia nhập Tiểu đoàn Biệt kích số 10 Hannover (lúc bấy giờ do cha ông chỉ huy) với cấp bậc Chuẩn úy. Tháng 1 năm 1908, ông được lên cấp hàm Thiếu úy. Sau đó, ông được thuyên chuyển sang Tiểu đoàn Vô tuyến số 3 (Binh chủng Thông tin) đóng tại Koblenz vào năm 1912. Đến ngày 1 tháng 10 năm 1913, ông lập gia đình với bà Margarete Goerne - con gái của một sĩ quan quân y. Cuộc hôn nhân đã đem lại cho ông hai người con trai - đó là Heinz Günther (sinh ngày 23 tháng 8 năm 1914) và Kurt (sinh ngày 17 tháng 9 năm 1918).

### Chiến tranh thế giới thứ nhất
Năm 1914, khi Chiến tranh thế giới thứ nhất bùng nổ, Guderian được phân công làm Tiểu đội trưởng Tiểu đội Truyền tin 3 thuộc Sư đoàn Kỵ binh 5 trên mặt trận Tây Âu. Cuối năm đó, ông đổi sang làm Tiểu đội trưởng Tiểu đội Truyền tin 14 (Tập đoàn quân số 4) và tại chức tới năm 1917. Guderian được phong quân hàm Thượng úy ngày 8 tháng 11 năm 1914, sau đó được phong quân hàm Đại úy ngày 15 tháng 11 năm 1915. Tháng 4 năm 1917, ông đổi sang làm sĩ quan hậu cần trong Sư đoàn Bộ binh số 4 và vào tháng 8 cùng năm, ông nhận chức sĩ quan quân báo của Quân đoàn Dự bị X. Kế đến, ông tham gia một khóa đào tạo sĩ quan Bộ Tổng tham mưu tại Sedan từ ngày 10 tháng 1 đến ngày 8 tháng 2 năm 1918, rồi vào công tác tại Bộ Tổng tham mưu từ ngày 27 tháng 2 đến ngày 23 tháng 5 năm 1918. Tiếp theo đó, ông lần lượt đảm nhiệm các chức Trưởng ban hậu cần Quân đoàn Dự bị XXXVIII và Trưởng ban tác chiến Bộ Tư lệnh Lực lượng chiếm đóng Ý trong những tháng cuối cùng của cuộc chiến. Sau khi Đức đầu hàng Đồng Minh (11 tháng 11 năm 1918), Guderian về nước tham gia lực lượng biên phòng trên biên giới phía đông của Đức trong các năm 1918-1919.

### Giữa hai cuộc thế chiến
Ngày 28 tháng 6 năm 1919, các nước Đồng Minh ký Hòa ước Versailles ép Đức phải giảm quân số lực lượng vũ trang xuống 10 vạn người, đồng thời cấm Đức sở hữu xe tăng và các loại xe chiến đấu bọc thép khác. Guderian trở thành một trong 4.000 sĩ quan quân đội Đế quốc Đức cũ được giữ lại phục vụ lực lượng vũ trang Cộng hòa Weimar. Thoạt đầu, ông làm đại đội trưởng trong Tiểu đoàn Biệt kích 10 Hannover và đến năm 1922, ông được thuyên chuyển sang Cục Ô tô Vận tải trực thuộc Bộ Quốc phòng. Đây là cơ quan phụ trách phát triển các đơn vị mô tô hóa nhằm tăng tính cơ động cho lục quân Đức. Guderian công tác ở Cục Ô tô Vận tải cho tới ngày 1 tháng 10 năm 1924, khi ông được cử làm giảng viên tại Bộ Tham mưu Sư đoàn 2 trên đất Berlin. Ông lên quân hàm Thiếu tá vào ngày 1 tháng 2 năm 1927. Ngày 1 tháng 10 năm đó, ông trở lại Bộ Quốc phòng và được phân công phụ trách nhóm nghiên cứu của Cục Tác chiến. Không lâu sau, cuối năm 1928, Bộ Quốc phòng điều ông làm giảng viên chiến thuật tại Trường Ô tô Vận tải Quân sự Berlin. Đến ngày 1 tháng 2 năm 1930, Guderian lãnh chức Tiểu đoàn trưởng Tiểu đoàn Ô tô Vận tải Quân sự 3 và được thăng cấp Thượng tá. 

Sơ đồ đội hình tiêu chuẩn của một sư đoàn thiết giáp Đức năm 1941.

Trong thập niên 1920, Guderian trở nên đặc biệt quan tâm đến chiến tranh cơ giới-thiết giáp – một loại hình chiến tranh vẫn còn xa lạ với người Đức thời bấy giờ. Do chưa có kiến thức về xe tăng, ông đã tận dụng vốn tiếng Anh, Pháp thuần thục của mình để nghiên cứu tư duy cơ giới hóa quân đội của nhiều nhà lý luận quân sự Tây Âu (tiêu biểu là 3 sĩ quan Anh J. F. C Fuller, B. H. Liddell Hart và Giffard Le Quesne Martel), đồng thời dịch một số tác phẩm của họ trong tiếng Đức. Ít nhiều dựa trên những ý tưởng đầu vào này, ông đề ra những bài tập giả định tình huống, triển khai vào những buổi tập trận với đội hình xe tăng gỗ để phân tích và cuối cùng hình thành một ý tưởng của riêng mình. Từ các cuộc tập trận bí mật đó, năm 1929, Guderian kết luận rằng xe tăng không thể hoạt động đơn lẻ, cũng không nên đóng vai trò yểm trợ bộ binh vì tính năng cơ động sẽ bị hạn chế. Thay vào đó, ông đề xuất thành lập Binh chủng Tăng-Thiết giáp (tiếng Đức gọi là Panzerwaffe). Đơn vị cơ sở của binh chủng này là các sư đoàn cơ giới hoá hợp thành lấy xe tăng làm nòng cốt; các đơn vị bộ binh, công binh, pháo binh và các thành phần hỗ trợ khác của sư đoàn đều được cơ giới hoá (trang bị xe chiến đấu bọc thép) hoặc mô tô hoá (trang bị xe ô tô vận tải), tất cả đều phục vụ cho tác chiến của xe tăng. Cơ cấu hợp thành như vậy cho phép mỗi sư đoàn thiết giáp có khả năng tác chiến độc lập, không cần phụ thuộc vào sự hỗ trợ của bộ binh và pháo binh truyền thống (vốn không được cơ giới hoá hoặc mô tô hoá). Bên cạnh đó, các sư đoàn thiết giáp này sẽ không có đơn vị không quân riêng, và phải kết hợp chặt chẽ với hỏa lực của binh chủng Không quân khi tấn công tiêu diệt địch. Ngoài ra, Guderian nhờ kinh nghiệm làm sĩ quan truyền tin nên hiểu rằng radio là phương tiện kỹ thuật thiết yếu để phối hợp tác chiến trong lúc vận động. Do vậy, ông yêu cầu mọi xe tăng phải được trang bị radio, và chính phát kiến này của ông đã giúp cho chỉ huy các đơn vị tăng của Đức tổ chức đội hình rất hiệu quả trong các trận đánh năm 1939-1941.

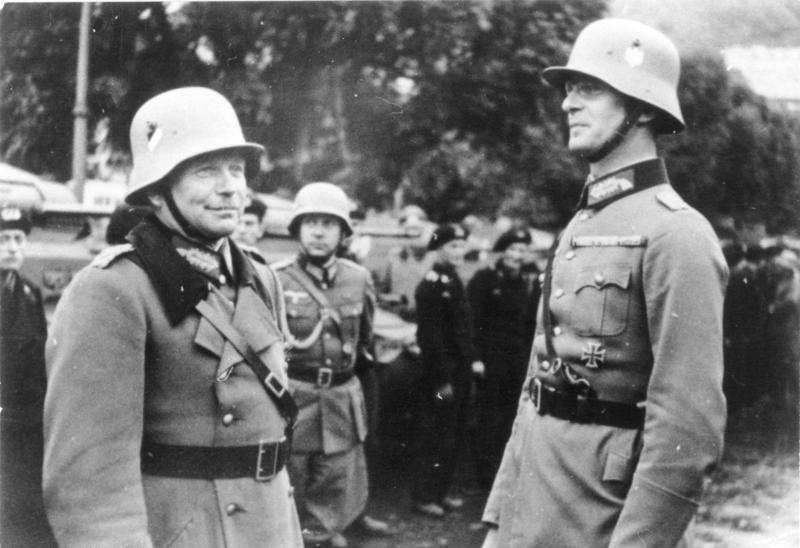
Thượng tướng Thiết giáp Guderian (trái) và Thượng tướng Thiết giáp Georg-Hans Reinhardt (phải) năm 1938.

Các sáng kiến của Guderian đã gặp phải sự chống đối gay gắt từ giới tướng lĩnh bảo thủ cùng toàn bộ binh chủng kỵ binh. Nhưng Guderian quyết tâm không bỏ cuộc, và đã lôi kéo được sự ủng hộ của một bộ phận lớn quân đội Đức. Trong số những người này có Đại tá Oswald Lutz - Tham mưu trưởng Ban Thanh tra Lực lượng Ô tô Vận tải vào cuối thập niên 1920. Chính Lutz đã chỉ định Guderian làm Tiểu đoàn trưởng Tiểu đoàn Ô tô Vận tải Quân sự 3 năm 1930. Sau khi nhậm chức Thanh tra Lực lượng Ô tô Vận tải vào tháng 10 năm 1931, Lutz lập tức chọn Guderian làm tham mưu trưởng cho mình. Hai ông đã hợp tác chặt chẽ cùng nhau vượt qua sự đối kháng của phe bảo thủ, đồng thời từng bước bí mật xây dựng, phát triển lực lượng xe tăng - cơ giới hóa theo cách Guderian đề xuất. Tiến trình này đã được đẩy mạnh đáng kể sau khi thủ lĩnh Đảng Quốc xã Adolf Hitler lên nắm quyền năm 1933. Hitler hết mình ủng hộ phe Lutz-Guderian vì coi việc hình thành binh chủng thiết giáp là rất cần thiết cho chính sách tái vũ trang của ông ta. Năm 1935, chính phủ Quốc xã chính thức tuyên bố xé bỏ Hòa ước Versailles và Ban Thanh tra Lực lượng Ô tô Vận tải được mở rộng thành Ban Thanh tra Lực lượng Cơ động (gồm thiết giáp, cơ giới, mô tô, kỵ binh). Vào ngày 15 tháng 10 năm 1935, Hitler, Lutz cùng Guderian cho ra đời 3 sư đoàn thiết giáp đầu tiên của Đức. Guderian được phân công làm Sư đoàn trưởng Sư đoàn Thiết giáp số 2 ở Würzburg. Năm 1936, ông được thăng cấp hàm Thiếu tướng. Tiếp theo đó, ông thay Lutz giữ chức Thanh tra Lực lượng Cơ động và được thụ phong Trung tướng đầu năm 1938. Tháng 3 năm 1938, ông tham gia chỉ huy các đạo quân Đức tiến vào tiếp quản Áo và tới tháng 11 năm đó, ông lên quân hàm Thượng tướng Thiết giáp. Trong khi đó, binh chủng xe tăng Đức tiếp tục được mở rộng và các sư đoàn thiết giáp dần dần được sử dụng như những viên gạch lắp ghép thành Quân đoàn Thiết giáp (Panzerkorps), Cụm Thiết giáp (Panzergruppe) hoặc Tập đoàn Thiết giáp (Panzerarmee) đảm nhiệm vai trò của mũi tấn công cơ động cấp chiến dịch..
Với những cống hiến cho nền quân sự Đức thời kỳ 1919-1939, Guderian đã góp phần định hình học thuyết tác chiến nổi tiếng Blitzkrieg (Chiến tranh Chớp nhoáng) gắn liền với những thắng lợi nhanh chóng của quân đội Đức đầu Chiến tranh thế giới thứ hai.

## Chiến tranh thế giới thứ hai

### Cuộc tấn công Ba Lan
Ngày 26 tháng 8 năm 1939, khi nước Đức đang ráo riết chuẩn bị thôn tính Ba Lan, Bộ Tư lệnh Tối cao phân công Guderian làm Tư lệnh Quân đoàn Thiết giáp XIX (gồm Sư đoàn Thiết giáp số 3, các Sư đoàn Bộ binh Mô tô số 2, 20 cùng một số tiểu đoàn trinh sát và thiết giáp độc lập). Đại đơn vị này đứng chân trong Tập đoàn quân số 4 (tư lệnh là Thượng tướng Pháo binh Günther von Kluge), thuộc phiên chế Cụm Tập đoàn quân Bắc do Đại tướng Fedor von Bock chỉ huy. Ngày 1 tháng 9 năm 1939, các đạo quân Đức đồng loạt kéo sang Ba Lan, đưa đến sự bùng nổ của Chiến tranh thế giới thứ hai. Trong suốt chiến dịch chinh phục Ba Lan, Binh đoàn Thiết giáp XIX của Guderian luôn luôn đóng vai trò mũi nhọn xung kích dẫn đầu đội hình Tập đoàn quân số 4 và Cụm Tập đoàn quân Bắc.

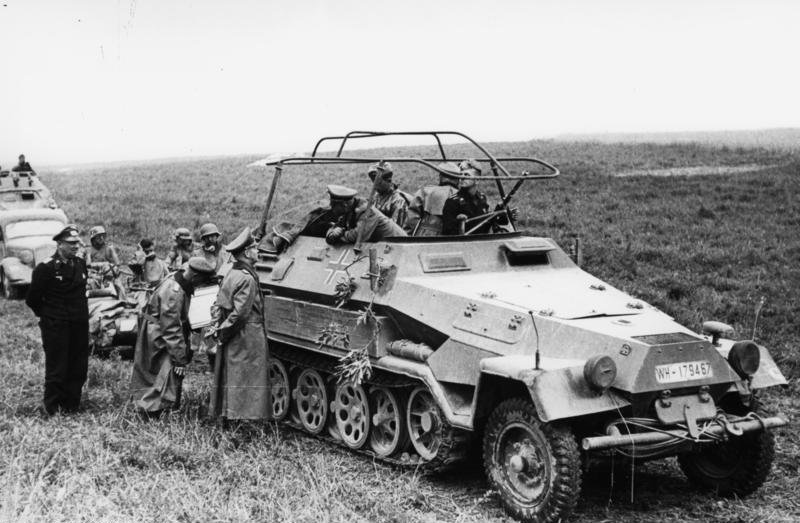
Guderian thảo luận với một cán bộ thuộc cấp tại Pháp (1940)

Nhiệm vụ đầu tiên mà Guderian đảm nhận là đánh chiếm "Hành lang Ba Lan", một dải đất Ba Lan nằm chia cắt tỉnh Đông Phổ khỏi phần còn lại của nước Đức. Dưới sự chỉ huy sâu sát của ông, Quân đoàn Thiết giáp XIX đã nhanh chóng đập tan "Hành lang Ba Lan" trong trận rừng Tucholskich (1 – 5 tháng 9 năm 1939) và hàn gắn Đông Phổ vào bản thổ Đức. Để đổi lấy chiến thắng đó, quân đoàn chỉ chịu thiệt hại 150 cán bộ và 700 binh sĩ. Số liệu nhỏ nhoi này đã làm cho Hitler kinh ngạc khi ông ta đến thăm Guderian vào ngày 5 tháng 9, khi quân Đức vừa chiếm xong "Hành lang Ba Lan". Theo hồi ký "Hồi ức của một quân nhân" của Guderian, Hitler kể với ông rằng hồi Hitler làm lính Trung đoàn List trong Chiến tranh thế giới thứ nhất, trung đoàn đó từng hao tổn 2000 quân binh chỉ trong ngày đầu của 1 trận đánh. Nghe xong Guderian khẳng định "sự hữu dụng của xe tăng ta" là nguyên nhân chính yếu khiến "quân ta chỉ bị thương vong thấp trong trận đánh với một kẻ thù kiên cường và dũng cảm như vậy", và "xe tăng là thứ khí tài giúp tiết kiệm sinh mạng chiến sĩ. Niềm tin của bộ đội vào trang bị thiết giáp của họ đã được nâng lên rất nhiều bởi chiến thắng trên tuyến Hành lang [Ba Lan]".
Sau thắng lợi mở màn ở rừng Tucholskich, Guderian thúc Quân đoàn Thiết giáp XIX truy kích vào nội địa Ba Lan, tiêu diệt cụm quân đối phương đóng chốt kiên cố tại Witzna trong các trận đánh dữ dội từ ngày 7 đến ngày 10 tháng 9 năm 1939. Trong những ngày kế tiếp, ông dẫn quân đoàn thọc sâu tới Brześć Litewski đặng bọc sườn Warszawa từ hướng đông và chặt Ba Lan làm đôi. Quân Guderian đã bóp chết mọi đơn vị Ba Lan nằm ngáng bước tiến của mình. Ở một số nơi quân Ba Lan kháng cự rất dữ, nhưng cũng không thể kìm hãm đà tiến quân thần tốc của địch. Có lúc Guderian đã suýt nữa bắt sống được Bộ Tư lệnh Tối cao Ba Lan. Ngày 14 tháng 9 năm 1939, quân đoàn ông xuyên thủng các công sự địch ngoài Brześć Litewski và triển khai hợp vây thành phố. Brześć Litewski thất thủ chỉ 3 ngày sau đó. Đầu tháng 10 năm 1939, quân đội Đức hoàn tất chinh phục Ba Lan. Guderian về nước và trở thành một trong 25 cán bộ được trao thưởng Huân chương Thập tự Hiệp sĩ tại Dinh Thủ tướng Đế chế vào ngày 27 tháng 10 năm 1939. Phần thưởng này làm ông rất tâm đắc vì là "thành quả của cuộc đấu tranh để xây dựng binh chủng thiết giáp hiện đại của tôi".

### Chiến dịch Tây Âu
Sau khi đánh bại Ba Lan, Hitler điều động các binh đoàn tăng-thiết giáp sang miền Tây Đức để sửa soạn tấn công Tây Âu. Tại đây Quân đoàn Thiết giáp XIX chuyển sang đội hình Cụm Thiết giáp Kleist do Đại tướng Ewald von Kleist chỉ huy, thuộc Cụm Tập đoàn quân A do Đại tướng Gerd von Rundstedt làm Tư lệnh, Trung tướng Erich von Manstein làm Tham mưu trưởng. Ấn tượng trước chiến thắng của Guderian và các đạo quân thiết giáp ở Ba Lan, Hitler phát triển 4 sư đoàn cơ giới hạng nhẹ của quân đội Đức thành sư đoàn thiết giáp, một trong số đó là Sư đoàn Thiết giáp số 7 do Thiếu tướng Erwin Rommel chỉ huy. Tổng số sư đoàn tăng-thiết giáp Đức được nâng từ 6 lên 10. Trước tình hình mới này, Guderian tiếp tục không ngừng cải tiến và hoàn thiện thực lực tác chiến của binh chủng tăng-thiết giáp. Hồi ký sau năm 1945 của cựu Đại tá Hans von Luck (từng là một đại đội trưởng Sư đoàn Thiết giáp số 7 giai đoạn 1939-1940) có đoạn: 

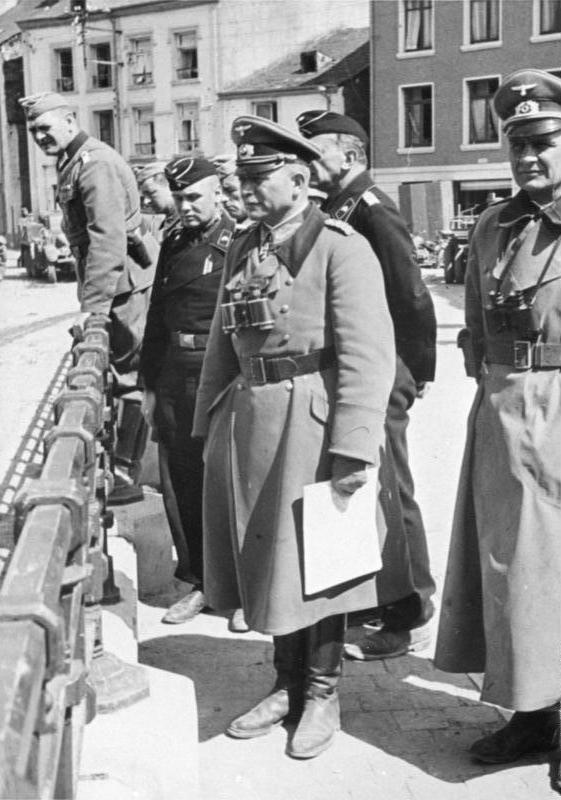
Guderian cùng các thuộc cấp ở Bouillon (Ardennes - Bỉ) ngày 12 tháng 5 năm 1940.

Để tiến hành chiến dịch chinh phục Pháp và Tây Âu, Bộ Tổng tham mưu Đức lên kế hoạch dùng Cụm Tập đoàn quân B (Tư lệnh: tướng Fedor von Bock) làm mũi tấn công chủ lực đánh trực diện Pháp, Hà Lan và Bỉ dọc theo một chính diện lớn. Không đồng tình với ý tưởng này, Manstein soạn thảo một phương án giàu sáng tạo với ý tưởng chính là biến Cụm Tập đoàn quân B thành mũi phụ công đánh Hà Lan và Trung bộ Bỉ đặng thu hút quân chủ lực Anh-Pháp lên hướng bắc (theo kế hoạch Dyle - Breda), trong lúc Cụm Tập đoàn quân A tung mũi chủ công qua vùng Ardennes hòng phá vỡ chính diện quân Pháp đằng sau sông Meuse. Sau khi phá thủng phòng tuyến sông Meuse, Cụm Tập đoàn quân A sẽ vòng lên mạn tây bắc đặng hiệp lực cùng Cụm Tập đoàn quân B vây diệt quân đội Anh, Pháp bên eo biển Anh. Khi được Manstein hỏi ý về khả năng thiết giáp hoạt động ở rừng núi Ardennes, Guderian vận dụng hiểu biết của mình về vùng này để khẳng định kế hoạch của Manstein là rất khả thi. Ngày 17 tháng 2 năm 1940, Hitler quyết định chọn nội dung cốt lỗi của kế hoạch này làm phương án chính thức cho cuộc tấn công sắp tới. Cùng tháng đó, Quân đoàn Thiết giáp XIX của Guderian được tái tổ chức gồm các Sư đoàn Thiết giáp số 1, 2 và 10. Bộ Tư lệnh Tối cao giao cho Guderian trọng trách bẻ gãy đoạn phòng tuyến sông Meuse ở Sedan rồi khoét sâu ra eo biển. 
Ngày 10 tháng 5 năm 1940, quân đội Đức tràn sang đánh Tây Âu. Thực thi triệt để chủ trương "Trong ba ngày đến sông Meuse, ngày thứ tư vượt sông Meuse" của Guderian, Binh đoàn Thiết giáp XIX đã vượt qua sự kháng cự của khinh binh Bỉ-Pháp tại Ardennes trong 3 ngày 10 – 12 tháng 5 năm 1940, tiếp theo đó áp sát sông Meuse và chiếm lĩnh pháo thành Sedan vào đêm ngày 12. Hôm sau (13 tháng 5), được sự yểm trợ chặt chẽ của không quân, binh đoàn ào sang sông Meuse và đập tan quân Pháp cố thủ trên bờ tây. Guderian đã qua sông trên một trong những chiếc thuyền đổ bộ đầu tiên trong đội hình vượt sông của quân đoàn ông. Sáng ngày 14 tháng 5, quân Pháp tiến hành phản kích vào đầu cầu Meuse nhưng bị bộ binh, xe tăng và pháo phòng không Đức đánh bại. Nhân đà thắng lợi, Guderian thúc quân chọc sâu vào vùng đồi núi Pháp đặng không cho đối phương có thời gian chỉnh đốn hàng ngũ. Binh đoàn ông đã đột phá ra đồng bằng và hội quân với Sư đoàn Thiết giáp số 6 (Thiếu tướng Werner Kempf) tại Montcornet ngày 16 tháng 5. Guderian và Kempf nhất trí tiếp tục truy kích theo hướng tây bắc, nhưng vào ngày 17 tháng 5, tướng Kleist ra lệnh cho Guderian tạm ngừng tiến quân. Guderian phản đối dữ dội. Sau một cuộc tranh cãi nảy lửa với Kleist, Guderian đệ đơn xin Bộ Tư lệnh Cụm Tập đoàn quân A cho ông từ chức. Rundstedt bác đơn này và Kleist buộc phải để Guderian tiếp tục tiến công.
Ngày 20 tháng 5 năm 1940, quân đoàn Guderian trở thành đạo quân Đức đầu tiên tiếp cận và uy hiếp eo biển Anh. Quân đoàn tham gia vây đánh Dunkerque trong một thời gian ngắn, sau đó được rút khỏi tiền tuyến để chỉnh đốn lực lượng chuẩn bị thực hiện giai đoạn 2 của cuộc chinh phục Pháp. Ngày 28 tháng 5 năm 1940, Bộ Tư lệnh Tối cao phát triển Quân đoàn Thiết giáp XIX thành Cụm Thiết giáp Guderian gồm 4 sư đoàn thiết giáp và 2 sư đoàn bộ binh mô tô. Ngày 9 tháng 6, Guderian dẫn đại quân đánh phá phòng tuyến Weygand dọc theo 2 sông Somme và Aisne. Bằng một cuộc hành binh thần tốc, cụm thiết giáp của ông đã thọc sâu qua miền Nam Pháp và trở thành đội quân Đức đầu tiên đến được biên giới Pháp-Thụy Sĩ vào ngày 17 tháng 9. Một người trước đó, ông cho 2 sư đoàn thiết giáp rẽ lên mạn đông bắc, đặng hiệp lực cùng Tập đoàn quân số 7 (Đức) bao vây đạo quân trấn thủ phòng tuyến Maginot và 3 tập đoàn quân Pháp khác. Trận hợp vây quy mô lớn này khép lại vào ngày 22 tháng 6, khi hơn 40 vạn quân Pháp (tính cả lực lượng chốt giữ phòng tuyến Maginot) buông súng đầu hàng và bị bắt sống. Sau thắng lợi toàn diện của Chiến dịch Tây Âu, Guderian thụ phong cấp hàm Đại tướng vào ngày 19 tháng 7 năm 1940.

### Chiến dịch Barbarossa
Ngày 16 tháng 11 năm 1940, đạo quân của Guderian được cải biên thành Cụm Thiết giáp số 2, gồm 5 sư đoàn thiết giáp, 3 sư đoàn bộ binh mô tô (trong đó có 1 sư đoàn Waffen-SS), 1 sư đoàn kỵ binh cùng một số đơn vị nhỏ trực thuộc quân đoàn (chẳng hạn như Trung đoàn Bộ Binh "Nước Đại Đức" và Trung đoàn Pháo phòng không "Hermann Göring"). Ngày 22 tháng 6 năm 1941, Hitler bất ngờ phát động Chiến dịch Barbarossa xâm lược Liên bang Xô Viết. Cùng với Cụm Thiết giáp số 3 do Đại tướng Hermann Hoth chỉ huy, Cụm Thiết giáp số 2 đảm nhận vai trò mũi xung kích đi đầu của Cụm Tập đoàn quân Trung tâm (Thống chế Fedor von Bock), cánh quân có nhiệm vụ đánh chiếm thủ đô Moskva. Cùng với các đơn vị bạn, đoàn quân thiết giáp của Guderian đã lập nên thắng lợi lớn trong các trận hợp vây tại Białystok-Minsk (nơi quân Đức tuyên bố bắt được khoảng 290.000-324.000 tù binh, phá hủy hoặc thu giữ 3.332 xe tăng cùng 1.809 máy bay Liên Xô), Smolensk (nơi quân Đức bắt 310.000 tù binh, phát hủy hoặc thu giữ 3.205 xe tăng cùng 3.120 đại bác) và Gomel (nơi 84.000 quân Liên Xô bị bắt, 144 xe tăng và 848 khẩu pháo Liên Xô bị thu giữ hoặc phá hủy) vào tháng 6 – 8 năm 1941. Ngày 17 tháng 7, Guderian trở thành quân nhân thứ 24 của quân đội Đức được Hitler trao tặng Lá sồi đính kèm vào Huân chương Thập tự Hiệp sĩ. 

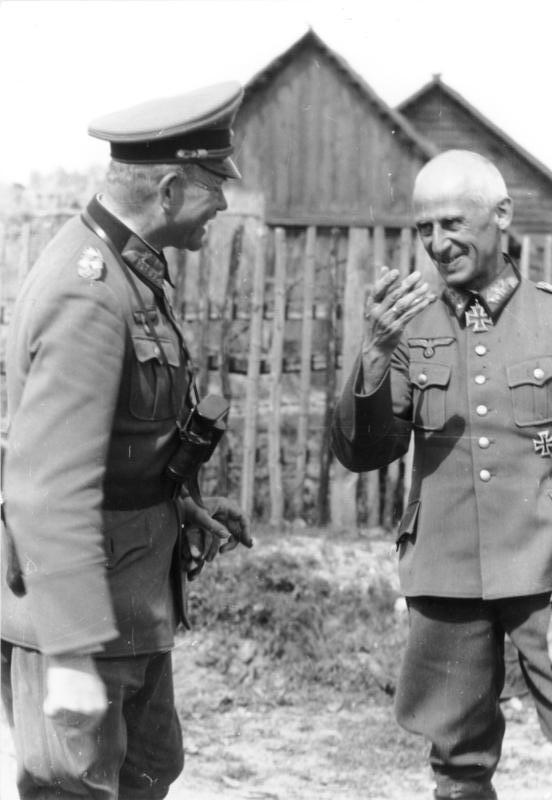
Guderian (bên trái) đang đùa cợt với tướng Hermann Hoth một ngày trước Chiến dịch Barbarossa.

Hạ tuần tháng 8 năm 1941, Cụm Tập đoàn quân Trung tâm đã chiếm được hơn 805 km lãnh thổ Nga và chỉ còn cách Moskva 298 km. Trong lúc Guderian đang sẵn sàng đánh dứt điểm Moskva, Hitler dời trọng tâm chiến dịch sang hướng Leningrad và Ukraina. Ông ta phát lệnh cho Cụm Thiết giáp số 2 tiến xuống hướng nam vào các ngày 22 – 23 tháng 8 năm 1941, đặng hiệp lực cùng Cụm Thiết giáp số 1 - Cụm Tập đoàn quân Nam vây diệt một lực lượng lớn của Hồng quân Liên Xô quanh Kiev. Guderian cực lực phản đối quyết định này vì nó làm trì hoãn cuộc hành quân đánh Moskva và khiến quân Đức mất cơ hội chiếm thủ đô Nga trước mùa đông. Nhưng cuối cùng ông vẫn phải chấp hành mệnh lệnh. Ngày 15 tháng 9 năm 1941, sau khi thọc sâu 320km về phía nam, quân tiên phong Cụm Thiết giáp 2 hội quân với Cụm Thiết giáp 1 và siết chặt "cái túi" bao vây 4 tập đoàn quân Xô Viết. Trận chiến Kiev kết thúc vào cuối tháng 9 năm 1941 với thắng lợi giòn dã của quân Đức, họ đã loại được khỏi vòng chiến 660.000 cán bộ, binh sĩ cùng 3.700 đại bác và 880 xe tăng Liên Xô. Sau khi lấy được Kiev, Hitler lệnh cho Guderian tiếp tục tấn công trên hướng Moskva. Ngày 30 tháng 9 năm 1941, Thống chế Bock phát động chiến dịch thôn tính Moskva, mật danh là "Bão táp" (Typhoon). Guderian được giao nhiệm vụ tiến chiếm thành phố Tula cách Moskva 161 km về hướng nam. Thoạt đầu Cụm Thiết giáp số 2 (được đổi tên thành Tập đoàn Thiết giáp số 2 vào ngày 5 tháng 10) cùng các đơn vị đạt được chiến thắng vang dội trong trận hợp vây 80 sư đoàn Liên Xô tại Vyazma-Bryansk, bắt được 663.000 lính Hồng quân cùng 1.242 xe tăng và 5.412 đại bác. Nhưng từ giữa tháng 10 năm 1941, sức tiến công của Tập đoàn Thiết giáp 2 dần dần suy yếu do bị thiếu hụt tiếp tế, cộng thêm sự kháng cự anh dũng của quân dân Liên Xô và điều kiện thời tiết thời tiết khắc nghiệt của mùa Đông Nga. Quân tiên phong của Guderian đã áp sát vùng ngoại vi Tula ở cự ly 4km vào ngày 29 tháng 10, nhưng không thể đánh chiếm thành phố bằng một cuộc đột kích. Tập đoàn Thiết giáp số 2 phải đổi sang thế phòng ngự tạm thời xung quanh Tula, và chặn đứng nhiều đợt phản xung phong của đối phương. 
Ngày 18 tháng 11, Guderian dồn hết lực lượng tiến công Tula một lần cuối. Quân Đức đi vòng qua hướng nam thành phố và đánh bật quân Liên Xô tới tận sông Đông. Ngày 2 tháng 12, Tập đoàn Thiết giáp 2 đã hình thành được thế bao vây Tula, nhưng sự thiếu hụt nhiên liệu, đạn dược, trang phục chống lạnh,… của họ cùng với thời tiết băng giá và các cuộc phản kích mãnh liệt của quân Liên Xô đã khiến vòng vây tan vỡ vào ngày 4 tháng 12. Thấy tướng sĩ sức tàn lực kiệt, Guderian chủ động cho Tập đoàn Thiết giáp số 2 chuyển hẳn sang thế thủ và rút dần quân khỏi các vị trí hiểm yếu quanh Tula trong các ngày 4 – 5 tháng 12. Không lâu sau đó, ngày 6 tháng 12, Hồng quân Liên Xô phát động phản công trên toàn mặt trận. Thực hiện chiến thuật phòng ngự mềm dẻo, Guderian cho toàn bộ lực lượng vừa đánh vừa lui từ khu vực Tula về các sông Susha–Ola. Hitler không chấp nhận chiến thuật này và bắt Guderian "bắt họ không được nhượng một thước đất nào cho "bọn Nga". Ngày 17 tháng 12, Guderian bay đến tổng hành dinh của Hitler ở Rastenburg đặng thuyết phục Hitler cho triệt binh, nhưng bị gạt phắt. Guderian trở lại mặt trận và tiếp tục rút quân mà không cần đếm xỉa với mọi mệnh lệnh của cấp trên. Sau nhiều cuộc xung đột gay gắt giữa Guderian với Thống chế Günther von Kluge (tân Tư lệnh Cụm Tập đoàn quân Trung tâm), Hitler bãi nhiệm Guderian theo yêu cầu của Kluge vào ngày 26 tháng 12 năm 1941. Guderian nhường chức Tư lệnh Tập đoàn Thiết giáp 2 cho Thượng tướng Thiết giáp Rudolf Schmundt và lui về sống cùng vợ ở Reichsgau Wartheland (vùng đất đã bị Đức sáp nhập từ Ba Lan năm 1939).

### Giai đoạn 1943-1945
Sau khi quân Đức thảm bại trong trận Stalingrad trên sông Volga, Guderian được triệu hồi làm Tổng thanh tra Binh chủng Tăng-Thiết giáp vào ngày 1 tháng 3 năm 1943. Ở vị trí này, ông đảm nhận trách nhiệm xây dựng chiến lược, chỉ đạo thiết kế, sản xuất xe tăng đồng thời tổ chức huấn luyện cho tất cả mọi đơn vị thiết giáp, mô tô và cơ giới Đức. Ông cất nhắc một chỉ huy thiết giáp có năng lực là Đại tá Wolfgang Thomale làm tham mưu trưởng cho cơ quan Tổng thanh tra Tăng-Thiết giáp. Được sự phối hợp chặt chẽ của Bộ trưởng Bộ Khí tài và Võ trang Albert Speer, Guderian đã nhanh chóng đẩy mạnh sản lượng sản xuất xe tăng, đồng thời khôi phục quân số, sĩ khí cũng như trình độ tác chiến của các binh đoàn cơ giới, thiết giáp sau những thất bại trước đó. Cuối xuân đầu hạ năm 1943, Hitler cùng Bộ Tư lệnh Tối cao lên kế hoạch huy động một lực lượng thiết giáp khổng lồ mở Chiến dịch "Thành Trì" (Zitadelle) đặng tiêu diệt quân Liên Xô ở Kursk. Guderian đến gặp Hitler và đề nghị dẹp ngay kế hoạch đó vì theo ông, quân thiết giáp Đức vẫn chưa đủ sức đánh lớn trên mặt trận Liên Xô. Khi Thống chế Wilhelm Keitel - Chỉ huy trưởng Bộ Chỉ huy Tối cao Quân lực Đức - thuyết phục ông rằng cuộc tấn công này đem lại lợi ích về chính trị cho Đức, Guderian khẳng định Kursk là một nơi không mấy ai biết đến, và "Cả cái thế giới này chả cần quan tâm việc chúng ta có lấy được Kursk hay không." Hitler nghe vậy hồi đáp: "Tôi hiểu chứ. Hễ cứ nghĩ về điều này là tôi cảm thấy rất sốt ruột." Guderian kết luận: "Vậy là ngài đã hiểu ra vấn đề rồi đó. Hãy vứt bỏ ý định đấy đi!".

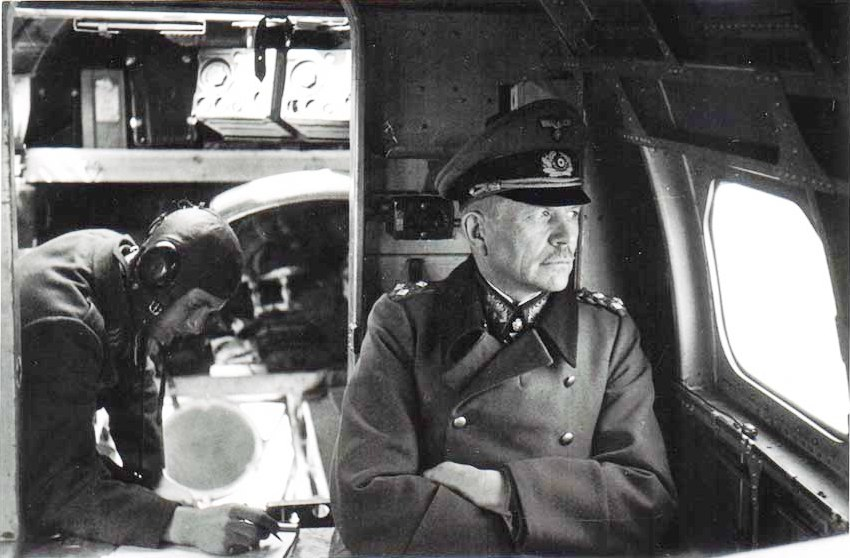
Guderian trên đường ra thị sát chiến trường Xô-Đức (1943).

Bất chấp sự can gián của Guderian cùng nhiều tướng khác, Hitler huy động các Cụm Tập đoàn quân Nam (Thống chế Erich von Manstein) và Trung tâm (Thống chế Günther von Kluge) mở Chiến dịch Thành Trì đánh Kursk ngày 5 tháng 7 năm 1943. Quân thiết giáp Đức ban đầu đạt được một số thắng lợi, nhưng không thể chọc thủng trận địa của quân Nga Xô Viết. Chiến dịch Thành Trì cuối cùng đã bị phá sản vào ngày 20 tháng 7 năm 1943. Cùng với trận Stalingrad, thất bại của Chiến dịch Thành Trì đã buộc quân Đức phải chuyển hoàn toàn sang thế bị động chiến lược trong 2 năm cuối chiến tranh Xô-Đức.
Cùng với thiệt hại ghê gớm của quân Đức trong các trận đánh ở Nga mùa đông năm 1943, nguy cơ quân Đồng Minh phương Tây đổ bộ vào Pháp năm 1944 đã khiến Guderian phải nỗ lực rất nhiều để duy trì một lực lượng mạnh trên cả hai mặt trận Đông-Tây vào cuối 1943 – đầu 1944. Ông đã đưa được 10 sư đoàn thiết giáp và bộ binh cơ giới đến Tây Âu trước khi cuộc tiến công của phe Đồng Minh mở màn ngày 6 tháng 6 năm 1944. Ông cũng tham gia các cuộc tranh luận giữa Thống chế Gerd von Rundstedt (Tổng tư lệnh Mặt trận phía Tây), Đại tướng Leo Geyr von Schweppenburg (Tư lệnh Cụm Thiết giáp Tây Âu) với Thống chế Erwin Rommel (Tư lệnh Cụm Tập đoàn quân B) về cách sử dụng thiết giáp đánh quân Đồng Minh đổ bộ lên Pháp. Dựa trên kinh nghiệm tác chiến ở Nga năm 1941-42 (khi Không quân Xô viết còn khá non yếu), Geyr và Rundstedt đề xuất một phương pháp mang tính truyền thống: bài trí các binh đoàn thiết giáp chủ lực trong nội địa Pháp, nhử quân Đồng Minh từ eo biển tiến sâu vào đất liền, rồi tổ chức bao vây tiêu diệt họ. Tuy nhiên, do đã nếm trải sức mạnh ghê gớm của không quân Anh-Mỹ-Pháp trong chiến dịch Bắc Phi, Rommel nghĩ rằng cách của Geyr, Rundstedt sẽ tạo thế cho không quân Đồng Minh nhanh chóng khống chế không phận và đập nát các đội hình thiết giáp Đức ngay tại điểm tập kết của chúng. Thay vào đó, Rommel đề nghị bài trí thiết giáp ở sát ven biển đặng ngăn không cho địch đặt chân lên đất liền. Guderian không đồng tình với Rommel, bởi ông cho rằng cách của vị thống chế sẽ buộc lực lượng thiết giáp Đức phải đánh những trận tiêu hao lớn trong điều kiện bất thuận lợi. Các tranh cãi này kết thúc khi Hitler đề ra một giải pháp trung gian, trong đó các đơn vị thiết giáp Đức được bố trí vừa không đủ xa biển theo ý Guderian, Rundstedt và Geyr, mà cũng vừa không đủ gần biển theo ý Rommel.

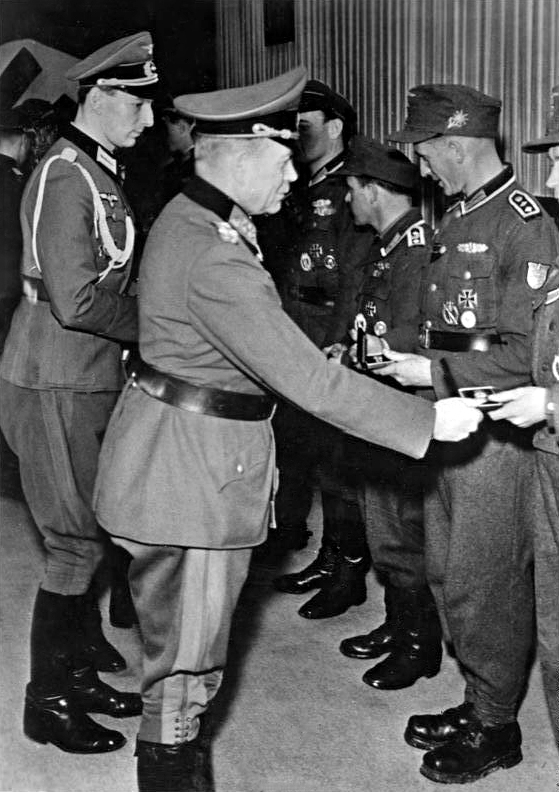
Guderian gặp gỡ một đơn vị lính Đức ngày 27 tháng 3 năm 1945

Ngày 6 tháng 6 năm 1944, phe Đồng Minh phát động Chiến dịch Overlord nhằm giải phóng Pháp và Tây Âu. Sau khi đổ bộ thành công lên eo biển Normandie (Bắc Pháp), các mũi tấn công của quân Anh- Mỹ-Pháp nhanh chóng phát triển mạnh vào nội địa Tây Âu trong 3 tháng 6, 7 và 8. Cùng lúc đó, quân đội Xô Viết đánh tan Cụm Tập đoàn quân Trung tâm của Đức và đẩy mạnh chiến tuyến sang hướng Tây trong Chiến dịch Bagration (23 tháng 6 – 29 tháng 8 năm 1944). Để vãn hồi tình hình mặt trận Xô-Đức, Hitler cử Guderian kiêm nhiệm chức Tham mưu trưởng Bộ Tổng tư lệnh Lục quân (tức OKH - cơ quan có nhiệm vụ chỉ huy, quản lý lực lượng Đức trên chiến trường Xô-Đức, khác với Bộ Tư lệnh Tối cao Lực lượng Vũ trang Đức - OKW nắm quyền chỉ huy, chỉ đạo các mặt trận khác) vào ngày 21 tháng 7 năm 1944. Dù Guderian hiểu rằng nước ông không còn cơ hội chiến thắng, ông chấp nhận chức vụ này với hy vọng đạt được những thắng lợi phòng ngự đủ lớn nhằm ngăn chặn quân Nga tiến vào bản thổ Đức, đồng thời đặt nền tảng cho việc chấm dứt chiến tranh bằng một hòa ước tương đối có lợi cho Đức. Trong suốt thời gian làm Tham mưu trưởng, ông đã nhiều lần khuyên Hitler thực hiện kế bảo toàn lực lượng, rút binh khỏi các khu vực bị quân Liên Xô hợp vây; nhưng Hitler dứt khoát bắt quân Đức ở các nơi đó phải bám đất chống trả tới cùng. Vì việc này, hai người cãi vã kịch liệt đến mức có lần họ đã suýt đánh nhau nếu như Đại tá Thomale không kéo Guderian khỏi phòng họp (và dĩ nhiên, Hitler tiếp tục làm theo ý mình sau vụ xung đột đó). Guderian cũng đề nghị cầu Hitler để dành lực lượng dự bị Đức cho việc chặn đánh quân Liên Xô ở phía đông, song Hitler lại đem một lượng lớn quân dự bị phản kích vào lực lượng Anh-Mỹ ở Ardennes trong Chiến dịch "Wacht am Rhein" (16 tháng 12 năm 1944 – 25 tháng 1 năm 1945).
Ngày 20 tháng 1 năm 1945, các mũi xung kích của Liên Xô phát triển vào lãnh thổ Đức. Hitler kêu gọi quân dân Đức thực hiện chính sách tiêu thổ. Guderian liên kết với Speer phản đối đường lối này vì nó để lại nhiều hậu quả tiêu cực cho người dân Đức sau cuộc chiến. Hai ông đã có nhiều nỗ lực nhằm hạn chế việc tàn phá cầu đường và hệ thống viễn thông. Guderian cũng thuyết phục Bộ trưởng Bộ Ngoại giao Đức Joachim von Ribbentrop tiến hành đàm phán chấm dứt chiến tranh, nhưng không được nghe theo. Tháng 3 năm 1945, quân Liên Xô triển khai bao vây pháo đài Küstrin (Brandenburg), chỉ cách Berlin 80km. Guderian điều Tập đoàn quân số 9 (Tư lệnh: Thượng tướng Bộ binh Theodor von Busse) đánh giải vây cho Küstrin nhưng thất bại. Ngày 28 tháng 3, Hitler triệu Busse tới Berlin và quở trách viên tướng này là "đồ cẩu thả". Guderian nghe vậy giận dữ, ông đứng ra thanh minh cho Busse và lập luận rằng Busse đã cố gắng hết sức để giải vây Küstrin, nhưng chỉ do "bọn địch" quá mạnh nên mới không thành công. Sau một cuộc đấu khẩu quyết liệt với Hitler, Guderian bị buộc phải nghỉ phép trong vòng 6 tuần. Ông cùng vợ dời cư về Ebenhausen thuộc bang Bayern trên mạn tây Đức, do cả Kulm (quê ông) lẫn Reichsgau Wartheland đều đã bị quân Nga chiếm giữ. Tuy mang tiếng là nghỉ phép 6 tuần, Guderian thực ra không còn cơ hội nào để trở lại tham gia chỉ huy quân đội Đức: trước khi kỳ nghỉ phép của ông kết thúc, Hitler đã tự sát ở Berlin và Đệ tam Đế chế Đức sụp đổ. Ngày 10 tháng 5 năm 1945, Guderian bị quân đội Mỹ bắt làm tù binh.

## Cuối đời
Sau khi Chiến tranh thế giới thứ hai chấm dứt, Guderian bị giam cầm trong các trại tù binh của Anh-Mỹ từ năm 1945 đến năm 1948. Ông mãn hạn tù vào ngày 17 tháng 6 năm 1948 (cũng chính là sinh nhật lần thứ 60 của ông). Sau đó ông trở về an cư ở Bayern và vào thập niên 1950, ông viết một số cuốn sách tư vấn cho chính phủ Cộng hòa Liên bang Đức về chính sách quốc phòng thời đại mới. Năm 1950, ông cho ra mắt lần đầu tiên tại Đức cuốn hồi ký mang nhan đề "Hồi ức của một quân nhân" (Erinnerungen eines Soldaten). Cuốn sách đã được dịch sang nhiều thứ tiếng và phổ biến tới nhiều nước trên thế giới, trong đó có Anh, Mỹ, Pháp, Tây Ban Nha, Phần Lan, Ý, Nam Tư, Ba Lan, Liên Xô, Trung Quốc, Argentina và Brasil. Do bị suy tim xung huyết, Guderian qua đời vào ngày 14 tháng 5 năm 1954 tại Schwangau (Bayern). Ông được mai táng tại Goslar (Hannover), nơi ông đã từng đóng quân cùng Tiểu đoàn Biệt kích 10 trong những năm đầu binh nghiệp của mình.
Con trưởng của Guderian là Heinz Günther Guderian (1914 – 2004) đã tham gia Binh chủng Tăng-Thiết giáp - Lục quân Cộng hòa Liên bang Đức và cũng từng làm tổng thanh tra binh chủng này. Ông Heinz Günther về hưu năm 1974 với quân hàm Thiếu tướng.